# Championnats de France de patinage artistique 2005
Navigation
Championnats de France 2004 Championnats de France 2006
Les championnats de France de patinage artistique 2005 ont eu lieu du 10 au 12 décembre 2004 à la patinoire Le Blizz à Rennes. 
Les championnats accueillent 4 épreuves: simple messieurs, simple dames, couple et danse sur glace.

## Faits marquants
- La double championne de France en titre Candice Didier déclare forfait à cause d'une blessure à la hanche.

- Les danseurs sur glace Roxane Petetin et Matthieu Jost ont déclaré forfait, à la suite d'une blessure de la patineuse qui a causé leur abandon de la compétition du Trophée de France de novembre 2004. Roxane ne peut éviter une intervention chirurgicale.

- L'italienne Valentina Marchei (3e) et les monégasques Justine Cariou (12e) et Aurore Prémont (14e) ont participé à la compétition féminine, mais leurs classements ne sont pas comptabilisés dans les résultats officiels.

- Les américains Shantel Jordan/ Jeremy Barrett ont participé à la compétition des couples artistiques, mais leur classement (1er) n'est pas comptabilisé dans les résultats officiels.

## Podiums
| Épreuves                            | Or                                      | Argent                                  | Bronze                      |
| Messieurs résultats détaillés       | Brian Joubert                           | Frédéric Dambier                        | Samuel Contesti             |
| Dames résultats détaillés           | Nadège Bobillier-Chaumont               | Anne-Sophie Calvez                      | Laura Dutertre              |
| Couples résultats détaillés         | Marylin Pla / Yannick Bonheur           | Coralie Zielinski / Jean-Louis Lacaille | -                           |
| Danse sur glace résultats détaillés | Isabelle Delobel / Olivier Schoenfelder | Nathalie Péchalat / Fabian Bourzat      | Eve Bentley / Cédric Pernet |

## Détails des compétitions

### Messieurs
| Rang    | Nom                 | Points | Prog. court | Prog. libre |
| ------- | ------------------- | ------ | ----------- | ----------- |
| 1       | Brian Joubert       | 214.35 | 2           | 1           |
| 2       | Frédéric Dambier    | 210.55 | 1           | 2           |
| 3       | Samuel Contesti     | 195.40 | 4           | 3           |
| 4       | Stanick Jeannette   | 190.66 | 3           | 4           |
| 5       | Yannick Ponsero     | 180.95 | 5           | 5           |
| 6       | Alban Préaubert     | 171.35 | 6           | 7           |
| 7       | Yoann Deslot        | 164.04 | 8           | 6           |
| 8       | Yannick Kocon       | 147.55 | 7           | 9           |
| 9       | Jérémie Colot       | 147.32 | 12          | 8           |
| 10      | Jérémy Prevoteaux   | 134.64 | 15          | 10          |
| 11      | Vincent Restencourt | 132.53 | 9           | 12          |
| 12      | Nicolas Beaudelin   | 130.85 | 17          | 11          |
| 13      | Kim Lucine          | 128.66 | 13          | 13          |
| 14      | Eric Skorupka       | 127.64 | 10          | 16          |
| 15      | Julien Lefèvre      | 127.61 | 11          | 15          |
| 16      | Grégory Reverdiau   | 124.92 | 14          | 14          |
| Abandon | Damien Djordjevic   | 40.06  | 16          |             |

### Dames
| Rang    | Nom                       | Points | Prog. court | Prog. libre |
| ------- | ------------------------- | ------ | ----------- | ----------- |
| 1       | Nadège Bobillier-Chaumont | 125.08 | 1           | 1           |
| 2       | Anne-Sophie Calvez        | 123.54 | 2           | 2           |
|         | Valentina Marchei         | 115.80 | 4           | 3           |
| 3       | Laura Dutertre            | 110.92 | 5           | 4           |
| 4       | Adeline Canac             | 107.58 | 3           | 8           |
| 5       | Céline Lacour             | 106.74 | 6           | 5           |
| 6       | Clara Petit               | 99.38  | 11          | 7           |
| 7       | Anna Weinberger           | 99.32  | 8           | 10          |
| 8       | Vinciane Fortin           | 98.52  | 10          | 9           |
| 9       | Aurélie Verlot            | 97.20  | 13          | 6           |
| 10      | Charlotte Gendreau        | 95.26  | 7           | 11          |
|         | Justine Cariou            | 92.68  | 9           | 12          |
| 11      | Gwendoline Didier         | 87.62  | 12          | 14          |
|         | Aurore Prémont            | 82.80  | 14          | 13          |
| Forfait | Candice Didier            |        |             |             |

### Couples
| Rang | Nom                                     | Points | Prog. court | Prog. libre |
| ---- | --------------------------------------- | ------ | ----------- | ----------- |
|      | Shantel Jordan/ Jeremy Barrett          | 1.5    | 1           | 1           |
| 1    | Marylin Pla / Yannick Bonheur           | 3.0    | 2           | 2           |
| 2    | Coralie Zielinski / Jean-Louis Lacaille | 4.5    | 3           | 3           |

### Danse sur glace
| Rang    | Nom                                     | Points | Danse imposée | Danse originale | Danse libre |
| ------- | --------------------------------------- | ------ | ------------- | --------------- | ----------- |
| 1       | Isabelle Delobel / Olivier Schoenfelder | 215.12 | 1             | 1               | 1           |
| 2       | Nathalie Péchalat / Fabian Bourzat      | 156.52 | 2             | 2               | 2           |
| 3       | Eve Bentley / Cédric Pernet             | 141.94 | 3             | 3               | 3           |
| 4       | Amandine Borsi / Fabrice Blondel        | 116.50 | 5             | 5               | 4           |
| 5       | Floriane Rokia / Damien Biancotto       | 113.17 | 4             | 4               | 5           |
| Forfait | Roxane Petetin / Matthieu Jost          |        |               |                 |             |
| Forfait | Barbara Piton / Alexandre Piton         |        |               |                 |             |

## Sources
- Résultats des championnats de France 2005 sur le site Planète patinage.
- Patinage Magazine N°95 (Hiver 2004/2005)